# Chersodromia magacetes
Chersodromia magacetes is een vliegensoort uit de familie van de Hybotidae. De wetenschappelijke naam van de soort is voor het eerst geldig gepubliceerd in 1945 door Melander.